# Marcel Felder
Marcel Felder (ur. 9 lipca 1984 w Montevideo) – urugwajski tenisista, reprezentant w Pucharze Davisa.

## Kariera zawodowa
Jako zawodowy tenisista występuje od 2001 roku.
Felder jeden raz w grze pojedynczej osiągał finał w zmaganiach rangi ATP Challenger Tour. W grze podwójnej w turniejach tej samej kategorii dziewięciokrotnie zdobywał trofea. Najwyższe – 227. miejsce w singlu osiągnął podczas notowania 28 grudnia 2009. 11 czerwca 2012 zanotował 82. pozycję w deblu, co było jego najwyższą lokatą.
Tenisista reprezentuje Urugwaj w Pucharze Davisa od 2000 roku. Rozegrał łącznie 57 spotkań, z czego wygrał 33.

### Wielki Szlem
Marcel Felder nigdy nie awansował do fazy głównej turnieju wielkoszlemowego w singlu. W 2012 roku podczas Wimbledonu był najbliżej zagrania w turnieju głównym, lecz odpadł w ostatniej, 3 rundzie kwalifikacji po porażce z Kennym de Schepperem 3:6, 2:6, 3:6. W deblu raz brał udział w zmaganiach wielkoszlemowych – również podczas Wimbledonu w 2012 roku, kiedy razem z Malikiem al-Dżazirim przegrali 0:6, 6:7(1), 2:6 z rozstawionymi z nr 7. Maheshem Bhupathim i Rohanem Bopanną.

### Finały  w turniejach ATP Challenger Tour w grze pojedynczej
| Końcowy wynik | Nr | Data             | Turniej | Nawierzchnia | Przeciwnik  | Wynik finału     |
| ------------- | -- | ---------------- | ------- | ------------ | ----------- | ---------------- |
| Finalista     | 1. | 13 kwietnia 2009 | Meksyk  | Twarda       | Dick Norman | 4:6, 7:6(6), 5:7 |

### Występy singlowe w Wielkim Szlemie
| Turnieje wielkoszlemowe |     |     |     |     |     |
| Australian Open         | A   | A   | A   | A   | 0–0 |
| French Open             | A   | A   | A   | A   | 0–0 |
| Wimbledon               | 1Q  | A   | A   | 3Q  | 2–2 |
| US Open                 | 1Q  | A   | A   | A   | 0–1 |
| Wygrane–Przegrane       | 0–2 | 0–0 | 0–0 | 2–1 | 2–3 |

### Występy deblowe w Wielkim Szlemie
| Turnieje wielkoszlemowe |      |     |
| Australian Open         | A    | 0–0 |
| French Open             | A    | 0–0 |
| Wimbledon               | 1RMJ | 0–1 |
| US Open                 | A    | 0–0 |
| Wygrane–Przegrane       | 0–1  | 0–1 |

| MJ | Malik al-Dżaziri (1) |